# Eloísa está debajo de un almendro (obra de teatro)
Eloísa está debajo de un almendro es una obra de teatro, escrita por Enrique Jardiel Poncela y estrenada en el teatro de la Comedia de Madrid, el 24 de mayo de 1940.

## Sinopsis
Esta obra es un perfecto ejemplo de comedia teatral, para el igual disfrute del lector y del oyente.
La obra cuenta las peripecias de Fernando y su prometida, Mariana, así como de sus respectivas y un tanto alocadas familias, al verse envueltos en el misterio de la desaparición, años atrás, de Eloísa, una mujer que tenía un sospechoso parecido físico con Mariana. Es una comedia entretenida y divertida.

### Prólogo
En el prólogo se hace una introducción a la obra, al carácter de los personajes y a las diferencias que hay entre el pueblo y la gente rica. 
Aparece una serie de espectadores en un cine de barrio, en espera de que empiece la sesión, y dos señoras que son curiosas por el público porque por allí no se ve a gente vestida de esa grandeza. Estas dos resultan ser la tía (Clotilde) y su sobrina (Mariana), de la familia de los Briones, que vienen huyendo de un concierto, huyendo de Fernando, novio de Mariana. Él es un chico misterioso que oculta algo sospechoso, lo que enloquece a Mariana. A lo largo del prólogo Fernando anda detrás de Mariana para llevarla a su finca y ésta huye de él por no comportarse, en ocasiones, como el chico misterioso que a ella le gusta.

### Primer acto
Se desarrolla en la casa de los Briones, donde Fermín está enseñando sus obligaciones a Leoncio, el nuevo criado de la familia.
Edgardo, que lleva veinte y un años acostado en la cama sin levantarse para nada a causa de un problema (un desengaño amoroso por parte de Clotilde), emprende, en la cama, un viaje simulado en tren a San Sebastián con la ayuda de su criado Fermín, y el sustituto Leoncio. Micaela, hermana de Edgardo, está empeñada en que esa noche vendrán ladrones a la casa, por lo que monta guardia con sus dos perros, Caín y Abel. Fernando, que había seguido a Mariana durante su última escapada, la convence de que se vaya con él a su finca. Mientras tanto Clotilde está charlando con Ezequiel, el tío de Fernando, en el salón, cuando por casualidad encuentra un cuaderno donde Ezequiel confiesa que asesina gatos, a los que Clotilde toma por mujeres. Muy alarmada, ordena a los criados que no dejen salir a Mariana de la casa, pero ya es demasiado tarde y Clotilde va a buscarla.

### Segundo acto
Se desarrolla en la casa de los Ojeda. Fernando llega con Mariana en brazos, adormilada, y la deja en un sofá hasta que se despierta. Comienzan a hablar sobre la muerte del padre y de la madre de Fernando y este le muestra un traje a Mariana, al que le falta una manga y el chal, que está escuchando con intensidad y asombro. De cuando en cuando se abre, silenciosamente, la puerta de un armario que Mariana observa detenidamente, pero siempre cierra tan deprisa que Fernando no tiene tiempo de ver nada. Entonces Mariana empieza a sospechar de Fernando y pregunta al criado Dimas si, en la pared, había antes una alacena porque ella ha reconocido la casa desde el primer momento en que entró. Empiezan a investigar y, en efecto, allí había una alacena tapada por el papel de pared en la que había una manga del vestido y su chal que le había mostrado Fernando, unos zapatos y un cuchillo manchados de sangre. En esto llegan su tía Clotilde y Fermín. Clotilde y Mariana empiezan a hablar sobre lo que ocurre en la casa y acuerdan que Mariana se vista con el traje que le había dado Fernando, la manga que faltaba y los zapatos y así verían cómo reaccionaba Fernando. Cuando Mariana se queda sola, su hermana Julia que lleva tres años desaparecida sale del armario. Mariana ve a Julia, que le cuenta que está casada con un policía (Luis Perea) que reside en la casa. Por esto y para resolver el caso Mariana manda a Leoncio, el nuevo criado, a que traiga los perros de Micaela. Ésta trae consigo a los perros y a Micaela y Edgardo. Antes de ponerse a investigar, cuando están todos reunidos en el salón baja Mariana con el traje puesto, por lo que todos se quedan muy asombrados y Micaela empieza a gritar el nombre de la madre de Julia y Mariana, Eloisa. Ella era la que había matado a Eloisa. Edgardo ocultó el cadáver enterrándolo en el jardín de los Ojeda debajo de los almendros. Micaela será enviada a un manicomio por su situación mental.  Los perros y los gatos se habían liado a mordiscos y zarpazos, con lo que Clotilde se da cuenta de que Ezequiel no mata mujeres sino gatos, y le llama pelagatos.

## Personajes

### Personajes primarios
Los personajes de Eloísa está debajo de un almendro son los siguientes : 
- Fernando Ojeda (Novio de Mariana).
- Mariana Briones (Hija de Edgardo y Eloísa, hermana de Julia, novia de Fernando y sobrina de Clotilde y Micaela).
- Clotilde Briones (Tía de Mariana y Julia).
- Micaela Briones (Tía de Mariana y Julia, hermana de Edgardo).
- Leoncio (nuevo criado de los Briones).
- Fermín (anterior criado de los Briones que luego es contratado por Fernando Ojeda).
- Ezequiel Ojeda (Tío de Fernando).
- Edgardo Briones (Padre de Mariana y Julia, hermano de Micaela y viudo de Eloísa).
- Julia Briones  (Hija de Edgardo y Eloísa, hermana de Mariana, esposa de Luis y sobrina de Clotilde y Micaela).
- Dimas/Luis Perea (marido de Julia, que se hacía pasar por el criado de Fernando y de su tío Ezequiel).
- Dimas (mayordomo de Ezequiel y Fernando)
- Práxedes (criada de Micaela).
- Eloísa (la víctima, madre de Mariana y Julia)

### Personajes secundarios
- Espectadores 1,2 y 3
- Novio
- Novia
- Jóvenes 1 y 2
- Marido
- Acomodador
- Dormido
- Luisa
- Botones
- Muchacha 1 y 2
- Señora
- Madre
- Señora
- Muchacha 1 y 2

## Representaciones destacadas

### Teatro
- En 1940 en el Teatro de la Comedia de Madrid. Con Elvira Noriega, Guadalupe Muñoz Sampedro (sustituida más adelante por María Luisa Moneró), Mariano Azaña, José Orjas, Carlos Lemos, Fernando Fernán Gómez y María Asquerino.

- En 1961, en el Teatro María Guerrero de Madrid, bajo la dirección de José Luis Alonso. Con Antonio Ferrandis, José Bódalo, Amelia de la Torre, Manolo Gómez Bur, Alfredo Landa, Manuel Tejada, Paloma Valdés, Olga Peiró, Laly Soldevila, Rosario García Ortega y Margarita Calahorra.
- En 1963, en el Teatro Reina Victoria de Madrid, con dirección de Cecilio de Valcárcel e interpretada por Ricardo Hurtado, Alfonso del Real y Conchita Núñez.

- En 1984, en el Teatro María Guerrero de Madrid, bajo la dirección de José Carlos Plaza. Con Ángel Picazo, Mary Carmen Prendes, Rafael Alonso, Enriqueta Carballeira, José Luis Pellicena, José Pedro Carrión, Pilar Bayona y Antonio Valero.

- En 1991, en el Centro Cultural de la Villa de Madrid, bajo la dirección de José Osuna, condecorados de Rafael Redondo e interpretada por María Kosty, Pilar Bardem, Juan Meseguer, Teófilo Calle, Fernando Delgado, Avelino Cánovas, Paco Racionero y Mónica Bardem.[1]

- En 2001, en el Teatro Español de Madrid, bajo la dirección de Mara Recatero. Con Juan Carlos Naya, Abigail Tomey, Ramiro Oliveros, Ana María Vidal, Antonio Medina, José Carabias y Licia Calderón.

- En 2016-2017, gira en España del montaje dirigido por Mariano de Paco Serrano con interpretación de Ana Azorín, Carmela Lloret, Pedro G. de las Heras, Fernando Huesca, David Bueno, Mario Martín, Cristina Gallego, Soledad Mallol, Jorge Machín y Carlos Seguí.[2]

### Cine
- Eloísa está debajo de un almendro (película). 1943. Intérpretes: Amparo Rivelles, Rafael Durán, Guadalupe Muñoz Sampedro, Juan Espantaleón.

### Televisión
- 8 de abril de 1964, en el espacio de TVE Primera fila. Intérpretes: Valeriano Andrés, Juan Diego, Manolo Gómez Bur, Sancho Gracia, Alfredo Landa, Carlos Larrañaga, María Luisa Merlo, José Luis Ozores, Blanca Sendino, Laly Soldevila, Luchy Soto, Jesús Enguita.

- 26 de enero de 1973, en el espacio de TVE Estudio 1. Intérpretes: Manuel Alexandre, Mercedes Alonso, Tote García Ortega, Antonio Garisa, Guillermo Marín, Amelia de la Torre, Carlos Ballesteros, Manuel Torremocha y Felix García Britos.